# Nek (zanger)

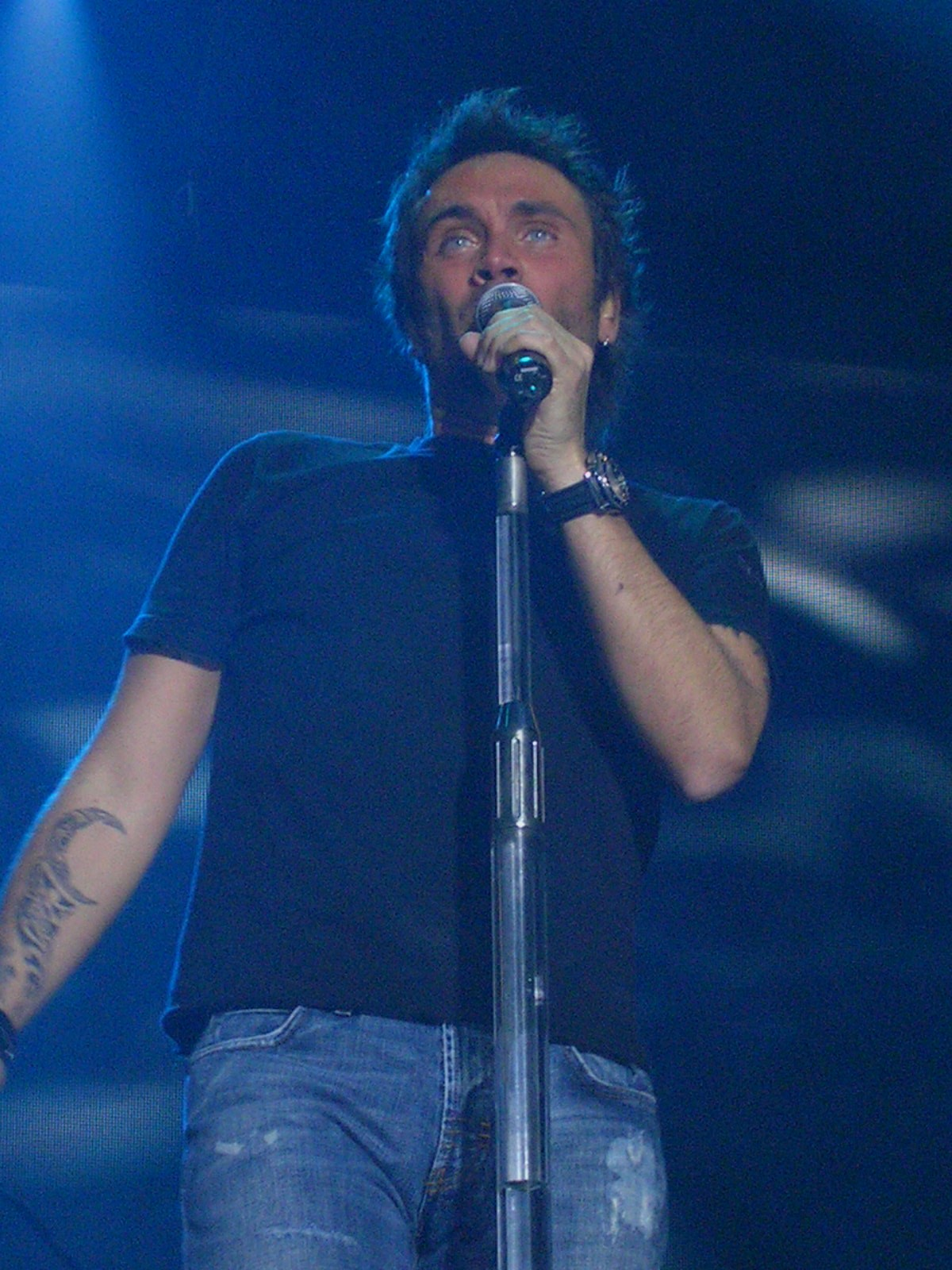
Nek

Nek, echte naam: Filippo Neviani, (Sassuolo, 6 januari 1972) is een Italiaans popzanger. Sommige van zijn liedjes werden megahits in Europa en Latijns-Amerika, zoals: Laura non c'è of Laura no esta in 1997.
Nek is geboren in Sassuolo, een plaats in de provincie Modena. In 1992 bracht hij zijn eerste soloalbum uit, pas in 1996 werd hij internationaal bekend. In 1997 maakte hij zijn debuut in het Spaans met de titel Nek.
In 2002 zong hij een duet met Laura Pausini, Sei solo tu, dat ook in West-Europa de hitlijsten haalde.
In 2005 bracht hij een nieuw album uit met daarin onder meer de Italiaanse nummereenhit Lascia che io sia. Een jaar later verschijnt in november het album Nella stanza 26 dat wordt aangekondigd door de single Instabile.
In januari 2009 bracht hij in Italië het album Un'altra direzione uit met als eerste single "La voglia che non vorrei" en 2 maanden later In Spanje als Nuevas direcciones met als eerste single "Deseo que ya no puede ser" gevolgd door "se non ami/si no amas" en "semplici emozioni/simples emociones"

## Discografie

### Album
- Nek – 1992
- In te – 1993
- Calore umano – 1994
- Lei, gli amici e tutto il resto / Nek (Spaans) – 1997
- In due / Entre tu y yo (Spaans) – 1998
- La vita è / La vida es (Spaans) – 2000
- Le cose da difendere / Las cosas que defendere (Spaans) – 2002
- Una parte di me / Una parte de mi (Spaans) – 2005
- Nella stanza 26 - 2006
- Un'altra direzione / Nuevas direcciones (Spaans) - 2009
- Filippo Neviani - 2013
- Prima di parlare - 2015
- Unici - 2016
- Il mio gioco preferito: parte prima 2019
- Il mio gioco preferito: parte seconda 2020

### Live
- Max Nek Renga, il disco (met Max Pezzali en Francesco Renga) 2018

### Verzamelalbum
- L'Anno zero. The Best of Nek / El año cero. Lo mejor de Nek (Spaans) – 2003
- Greatest Hits E da Qui - 2010